# Orde de Sant Sulpici
L'Orde de Sant Sulpici fou un orde monàstic fundat per Raül de La Futaie cap al 1112 i que va existir fins al final del segle xvi. L'orde, com l'Orde de Fontevrault, tenia la particularitat que els seus monestirs eren dobles, amb comunitats masculina i femenina, però eren regits per una priora, sempre monja. Seguien la Regla de Sant Benet, per la qual cosa també rep el nom de Congregació Benedictina de Sant Sulpici.

## Història
Raül de La Futaie havia estat monjo benedictí, però cercant major observança de la regla, es retirà a fer vida eremítica amb Robert d'Arbrissel, al bosc de Craon. Cap al 1112 va predicar per la regió i va fundar al bosc de Nid-de-Merle, prop de Rennes, l'abadia de Notre-Dame du Nid-au-Merle (Mare de Déu del Niu de la Merla), també anomenada de Saint-Sulpice des Bois (Sant Sulpici del Bosc, a l'actual municipi de Saint-Sulpice-la-Forêt, Bretanya).
Era una abadia doble, on l'abadessa tenia el govern de les dues comunitats, femenina i masculina. La comunitat masculina vivia en un edifici separat proper a la femenina; els homes s'ocupaven de l'atenció espiritual de les dues comunitats i dels treballs manuals i de manteniment, mentre les monges feien vida contemplativa. Els monjos rebien el nom de condonats. Els preveres no podien entrar mai a l'espai de les monges, ni tan sols per administrar els últims sagraments: les moribundes eren portades al cor de l'església per rebre'ls.
No se sap qui en fou la primera abadessa; la primera coneguda en fou Maria, filla del rei Esteve I d'Anglaterra. Sembla que Maria va deixar l'abadia amb set monges i anà a Anglaterra en 1156, on fou admesa al monestir de Stratford at Bow (Middlesex) i fundà l'abadia de Lillechurch (o Lilleherche, a Higham, Kent), que depenia de Notre-Dame du Nid-au-Merle.
L'abadia estengué la seva influència per la regió i esdevingué cap del nou Orde de Sant Sulpici, que va arribar a tenir vint priorats que depenien de l'abadia a la mort del fundador, i deu més van fundar-se en els trenta anys següents. En vida del fundador Folc V d'Anjou li donà terres a Fontaine Saint-Martin (1117) i el bisbe Guillem de Poitiers li cedí la Madaleine de Fougereuse (Poitou); el duc Conan III de Bretanya va fer donació a l'orde de l'abadia de Loc Maria, a Quimper en 1124. A imitació seva, altres nobles fundaren monestirs que es posaren sota la jurisdicció de Saint-Sulpice, com l'abadia de Coëts, la de Saint-Malo d'Ercé. Les fundacions van ésser principalment a la Bretanya, Anjou, Maine i el Poitou, i algunes a Anglaterra.
Els papes Calixt II, Eugeni III i Innocenci IV van posar Saint-Sulpice sota la protecció de la Santa Seu, l'abadessa depenia directament del papa, no del bisbe de Rennes; una butlla d'Eugeni III de 1148 llista tots els monestirs de la congregació, i prohibeix els monjos de sortir dels monestirs sense l'autorització de l'abadessa i del capítol. El 1162, el papa Alexandre III confirma totes les donacions fetes a la casa mare.
A partir del segle xiv comença un llarg declivi de l'orde. En començar el segle xvii, l'orde es va extingir en la seva forma primitiva: la comunitat masculina fou suprimida en 1679. La femenina, com a congregació benedictina, va sobreviure a alguns monestirs, com el de Nid-de-Merle, fins a la Revolució francesa; les monges foren expulsades en 1792 i la casa mare fou abandonada i enderrocada entre 1835 i 1902. L'última abadessa de la comunitat doble de la casa mare fou Marguerite d'Angennes (entre 1609 i 1662), que va reformar la disciplina del monestir.